# Cyclodomorphus casuarinae
Espèce
Synonymes
- Cyclodus casuarinae Duméril & Bibron, 1839
- Cyclodus nigricans Peters, 1874
- Lygosoma mülleri Peters, 1878
- Hemispheriodon tasmanicum Frost & Lucas, 1894
- Lygosoma petersi Sternfeld, 1919

Cyclodomorphus casuarinae est une espèce de sauriens de la famille des Scincidae.

## Répartition
Cette espèce est endémique d'Australie. Elle se rencontre en Tasmanie et en Nouvelle-Galles du Sud. Sa présence est incertaine au Victoria.

## Description
C'est un saurien vivipare.

## Publication originale
- Duméril & Bibron, 1839 : Erpétologie Générale ou Histoire Naturelle Complète des Reptiles. vol. 5, Roret/Fain et Thunot, Paris, p. 1-871 (texte intégral).